# Президентские выборы в Республике Конго (2016)
Президентские выборы в Республике Конго проходили 20 марта 2016 года. Выборы стали первыми после референдума 2015 года, на котором был отменён 70-летний возрастной ценз для кандидатов, что позволило 72-летнему президенту Дени Сассу-Нгессо вновь избираться. Кроме этого, срок полномочий президента сократился с 7 до 5 лет, но было увеличено количество сроков до трёх. Дени Сассу-Нгессо победил на выборах, набрав 60 % голосов в первом туре.

## Избирательная система
Президент Республики Конго избирается на 5 лет по системе абсолютного большинства в два тура.

## Результаты
Первый тур выборов прошёл 20 марта 2016 года. Частичные результаты с 72 из 111 избирательных округов были обнародованы 22 марта. Было объявлено, что Дени Сассу-Нгессо набрал 67 %, тогда как главный оппозиционный кандидат Ги Брис Парфе Колеля получил 16,8 %. Оппозиция обвинила власти в фальсификации результатов голосования, заявив что объявленные результаты совершенно не соответствуют реальному положению, и обещала выложить результаты, которые были ей собраны на местах. Власти в ходе выборов в стране отключили интернет и телефонную связь, что помешало мониторить процесс.
Министр внутренних дел Раймонд Мбулу объявил окончательные результаты 24 марта. Сассу-Нгессо набрал 60 % голосов, а оппозиционные кандидаты Колеля и Мококо по 15 и 14 %, соответственно. Связь после этого была восстановлена. Оппозиция отказалась признать результаты, заявив, что они сфальсифицированы.
| Кандидат                           | Партия                                                  | Голосов   | %     |
| ---------------------------------- | ------------------------------------------------------- | --------- | ----- |
| Дени Сассу-Нгессо                  | Конголезская партия труда                               | 838 922   | 60,19 |
| Ги Брис Парфе Колеля               | Конголезское движение за демократию и всеобщее развитие | 209 632   | 15,04 |
| Жан-Мари Мишель Мококо             | Независимый                                             | 191 562   | 13,74 |
| Паскаль Тсати Мабиаля              | Всеафриканский союз за социал-демократию                | 65 025    | 4,67  |
| Андре Окомби Салисса               | Инициатива за демократию в Конго                        | 57 373    | 4,12  |
| Клодин Мюнари                      |                                                         | 21 530    | 1,54  |
| Жозеф Киньюмри Киа Мбунгу          |                                                         | 3540      | 0,25  |
| Мишель Мбусси Нгуари               |                                                         | 3301      | 0,24  |
| Ангио Нгангиа Энгабе               |                                                         | 2905      | 0,21  |
| Недействительных/пустых бюллетеней | Недействительных/пустых бюллетеней                      | 96 171    | 6,45  |
| Всего                              | Всего                                                   | 1 489 961 | 100   |
| Проголосовавших избирателей/Явка   | Проголосовавших избирателей/Явка                        | 2 161 839 | 68,92 |
| Источник: Конституционный суд      |                                                         |           |       |

## Реакция международного сообщества
- Китай стал первым крупным государством, признавшим результаты выборов: его президент Си Цзиньпин поздравил Сассу-Нгессо с победой сразу после объявления результатов[6].
- Европейский Союз высоко оценил мирный избирательный процесс, однако осудил различные случаи запугивания и ареста членов оппозиции и журналистов, насилие после выборов и то, как правительство справилось с ситуацией и предполагаемыми нарушениями прав человека[7].
- Государственный департамент США заявил, что они «глубоко разочарованы» избирательным процессом, сославшись на различные нарушения прав человека, совершённые против сторонников оппозиции[7][8].
- Председатель комиссии Африканского Союза Нкосазана Дламини-Зума поздравила народ страны с проведением мирных выборов, но осудила отключение интернета и телефонной связи и призвала правительство восстановить телекоммуникационные связи с общественностью[9].